# Cleonia
Cleonia  é um gênero botânico da família Lamiaceae

## Espécies
- Cleonia lusitanica
- Cleonia punica